# Henri Blot
Pour les articles homonymes, voir Blot.
Henri Blot, né le 23 décembre 1908 à Somain et mort à Strasbourg le 12 juillet 1945, est un militant communiste et résistant français.

## Biographie

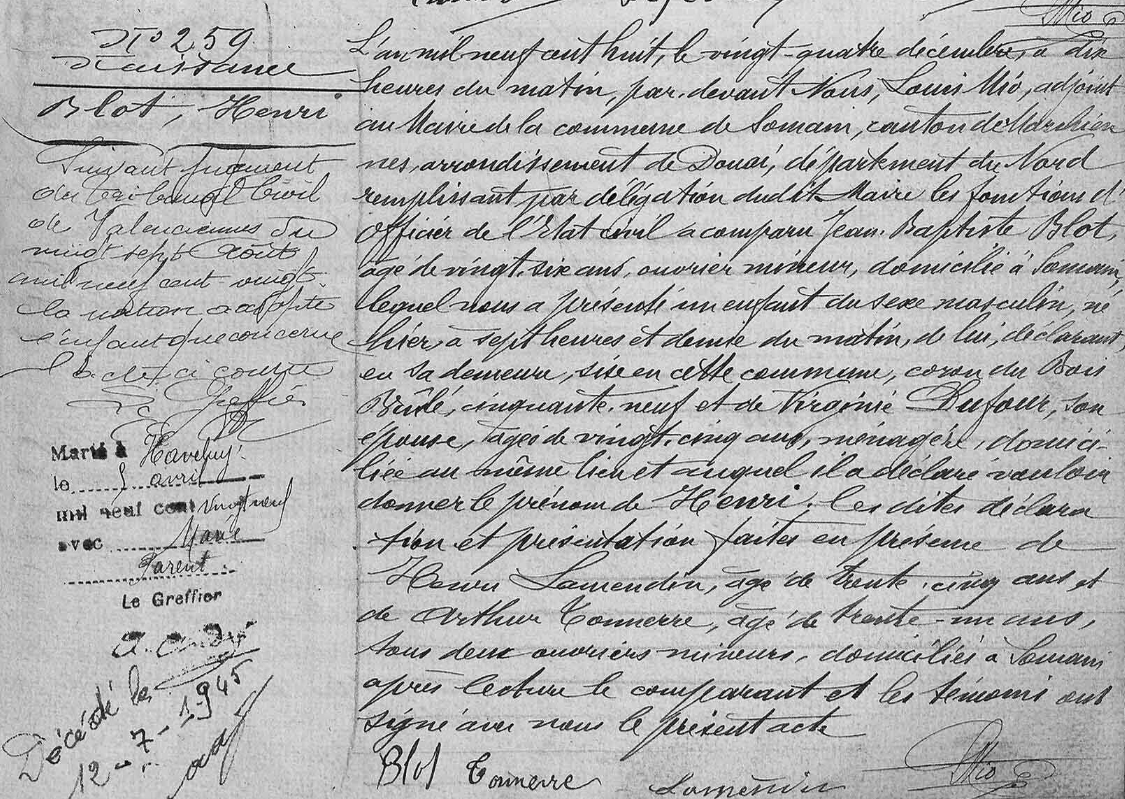
Acte de naissance de Henri Blot.

Henri Blot nait à Somain le 23 décembre 1908. Son père Jean-Baptiste Blot meurt en juin 1916 à la bataille de Verdun. Dès 1921, il travaille comme mineur de fond à Haveluy ; dans le cadre de son travail, il entre aux Jeunesses communistes. En avril 1929, quelques mois avant son service militaire, Henri Blot épouse Marie Parent, de trois ans sa cadette, ils ont trois enfants, Jean, Jeanine et Henri.
De retour du service en octobre 1930, Blot retourne quelques mois dans le puits avant de passer cheminot pour la compagnie des mines d'Anzin, où il dirige une section de la Confédération générale du travail unitaire, puis la section communiste de Denain. Coordinateur local des grèves de 1936, il devient premier secrétaire du PCF de Denain, est mis à pied quelques mois, puis licencié en 1937 ; il retrouve du travail un an plus tard aux Forges et Aciéries de Denain-Anzin.
Mobilisé peu après le déclenchement de la Seconde Guerre mondiale, Blot obtient la croix de guerre avec étoile de bronze pour son action lors de la bataille d'Abbeville au printemps 1940, et est démobilisé à Pithiviers début septembre 1940.
Dès son retour dans sa région, il entre à l'organisation spéciale, le mouvement de Résistance du PCF. Tout en poursuivant son activité syndicale (organisation de la grève de 1941) malgré son passage dans la clandestinité, il participe à de nombreux sabotages d'usines et d'infrastructures utilisés par les Allemands. Son épouse Marie est agent de liaison FTP.
À la tête du réseau du canton de Denain, Blot est arrêté le 19 août 1942 à la suite de la négligence d'un camarade, qui avait écrit son nom sur un paquet de cigarettes. Torturé à la Kommandantur de Valenciennes, il est incarcéré à Cuincy et condamné à trois ans de prisons le 8 octobre. Désigné comme otage le 16 décembre, Blot est transféré le 17 mars 1943 à la citadelle de Huy, en Wallonie, où il reste quatre semaines avant d'être déporté au camp de concentration de Herzogenbusch où il est versé dans une unité de travail forcé rattachée à l'armée de l'air allemande.
Henri Blot est ensuite transféré au camp de Dachau, où il reste jusqu'à la libération du camp en avril 1945. Atteint du typhus, il est hospitalisé à l'hôpital militaire de Strasbourg où il meurt le 12 juillet ; il est enterré à Haveluy le 1er août suivant.

## Hommages
Une cellule de la section PCF de Denain ainsi que le stade de football et une rue de Haveluy et plusieurs rues prennent son nom.

## Distinctions
En 1944, Henri Blot est élevé au grade de capitaine FTP.
Le 1er août 1947, il est homologué lieutenant FFI par le Ministère des armées.
Le 16 novembre 1962, il reçoit à titre posthume la médaille de la résistance, la croix de guerre avec palmes et il est fait chevalier de la Légion d'honneur. Il est déclaré mort pour la France.